# هیسپانیا تاراکوننسیس (استان رومی)
هیسپانیا تاراکوننسیس (به لاتین: Hispania Tarraconensis) در کنار بایتیکا و لوسیتانیا یکی از سه استان رومیِ سرزمین هیسپانیا در دوران امپراتوری روم بود. این استان نام خود را از شهر Tarraco که امروزه تاراگونا در ایالت کاتالونیا می‌باشد، گرفته‌است.
این استان با اصلاحات آگوستوس در سال ۲۷ قبل از میلاد جانشین استان پیشین هیسپانیا سیتریور (متعلق به دوران جمهوری روم) شد. پایتخت آن تاراکو یا تاراگونای امروزی بود.